# توئیشوو
توئیشوو (به لاتین: Tuishevo) یک منطقهٔ مسکونی در روسیه است که در باشقیرستان واقع شده‌است.